# Бабенко, Николай Викторович
Бабенко Николай Викторович (укр. Бабенко Микола Вікторович; род. 17 сентября 1980, Кривой Рог, Днепропетровская область) — украинский юрист, адвокат, общественно-политический деятель. Народный депутат Украины IX созыва.

## Биография
Родился 17 сентября 1980 года в городе Кривой Рог Днепропетровской области.
В 1997 году окончил школу-интернат для детей-сирот № 3.
Трудовую деятельность начал в 2001 году помощником юриста. В 2002 году окончил Институт международных отношений Киевского национального университета имени Тараса Шевченко по специальности «международное частное право». В 2003 году, получив право на осуществление адвокатской деятельности, приступил к частной юридической практике.
В 2005 году окончил аспирантуру юридического факультета Киевского национального университета имени Тараса Шевченко.
С 2010 года — депутат Киевского областного совета VI созыва.
С 27 февраля 2014 по 10 ноября 2015 года — председатель Киевского областного совета.
Глава общественного объединения «Белая Церковь вместе».
С 2015 года — основатель и директор ООО «БиоПромЭнерго» и центра привлечения инвестиций BC Invest.

### Политическая деятельность
На выборах в Верховную раду 2019 года был выдвинут кандидатом в народные депутаты от партии «Белая Церковь вместе» по одномандатному избирательному округу № 90. Одержал победу с результатом 28,2 %. 6 декабря 2019 года вошёл в депутатскую группу «Доверие». Секретарь комитета Верховной рады по социальной политике и защите прав ветеранов, председатель подкомитета по вопросам регулирования трудовых отношений и занятости населения.